# Paris–Luxemburg 1970
Paris–Luxemburg 1970 war die 8. und letzte Austragung von Paris–Luxemburg, einem mehrtägigen Etappenrennen. Das Rennen wurde von Erik De Vlaeminck vor Guido Reybrouck und Giacinto Santambrogio gewonnen.

## Teilnehmende Mannschaften
| Profi-Radsportteams (14)- Salvarani - Flandria-Mars - Willem II-Gazelle - Sonolor-Lejeune - Fagor-Mercier-Hutchinson - Molteni - Filotex - Peugeot-BP-Michelin - Frimatic-de Gribaldy - G.B.C.-Zimba - Dr. Mann-Grundig - Bic - Caballero-Laurens - Ferretti |
| |

## Etappenübersicht
| Etappe      | Datum    | Etappenorte                   | type | Länge (km) | Etappensieger       | Gesamtführender     |
| ----------- | -------- | ----------------------------- | ---- | ---------- | ------------------- | ------------------- |
| 1. Etappe   | 10. Aug. | Sevran – Saint-Amand-les-Eaux |      | 241        | Jean-Pierre Monseré | Jean-Pierre Monseré |
| 2. a Etappe | 11. Aug. | Saint-Amand-les-Eaux – Braine |      | 125        | Frans Verbeeck      | Erik De Vlaeminck   |
| 2. b Etappe | 11. Aug. | Braine – Maastricht           |      | 131        | Joop Zoetemelk      | Erik De Vlaeminck   |
| 3. Etappe   | 12. Aug. | Maastricht – Stadt Köln       |      | 175        | Rudi Altig          | Erik De Vlaeminck   |
| 4. Etappe   | 13. Aug. | Stadt Köln – Luxemburg        |      | 230        | Marino Basso        | Erik De Vlaeminck   |

## Ergebnisse

### Gesamtwertung
| \| Gesamtwertung \| Gesamtwertung \| Gesamtwertung \| Gesamtwertung \| Gesamtwertung \| \| Fahrer \| Fahrer \| Land \| Team \| Zeit \| \| ------------- \| --------------------- \| ------------- \| ----------------- \| ---------------- \| \| 1. \| Erik De Vlaeminck \| Belgien \| Flandria-Mars \| 21 h 24 min 39 s \| \| 2. \| Guido Reybrouck \| Belgien \| Germanvox-Wega \| + 26 s \| \| 3. \| Giacinto Santambrogio \| Italien \| Molteni \| + 3 min 04 s \| \| 4. \| André Poppe \| Belgien \| Dr. Mann-Grundig \| + 3 min 09 s \| \| 5. \| Gösta Pettersson \| Schweden \| Ferretti \| + 3 min 09 s \| \| 6. \| Daniel Rebillard \| Frankreich \| Sonolor-Lejeune \| + 3 min 35 s \| \| 7. \| Wilfried David \| Belgien \| Flandria-Mars \| + 4 min 56 s \| \| 8. \| Leif Mortensen \| Dänemark \| BiC \| + 5 min 05 s \| \| 9. \| Erik Pettersson \| Schweden \| Ferretti \| + 5 min 05 s \| \| 10. \| Henk Benjamins \| Niederlande \| Caballero-Laurens \| + 5 min 28 s \| |                       |             |                   |                  |
| |                       |             |                   |                  |
| |                       |             |                   |                  |
| Gesamtwertung |                       |             |                   |                  |
| Fahrer | Fahrer                | Land        | Team              | Zeit             |
| 1. | Erik De Vlaeminck     | Belgien     | Flandria-Mars     | 21 h 24 min 39 s |
| 2. | Guido Reybrouck       | Belgien     | Germanvox-Wega    | + 26 s           |
| 3. | Giacinto Santambrogio | Italien     | Molteni           | + 3 min 04 s     |
| 4. | André Poppe           | Belgien     | Dr. Mann-Grundig  | + 3 min 09 s     |
| 5. | Gösta Pettersson      | Schweden    | Ferretti          | + 3 min 09 s     |
| 6. | Daniel Rebillard      | Frankreich  | Sonolor-Lejeune   | + 3 min 35 s     |
| 7. | Wilfried David        | Belgien     | Flandria-Mars     | + 4 min 56 s     |
| 8. | Leif Mortensen        | Dänemark    | BiC               | + 5 min 05 s     |
| 9. | Erik Pettersson       | Schweden    | Ferretti          | + 5 min 05 s     |
| 10. | Henk Benjamins        | Niederlande | Caballero-Laurens | + 5 min 28 s     |

### Teamwertung
| Mannschaftswertung | Mannschaftswertung | Mannschaftswertung | Mannschaftswertung |
| Team               | Team               | Land               | Zeit               |
| ------------------ | ------------------ | ------------------ | ------------------ |
| 1.                 | Sonolor-Lejeune    | Frankreich         | 64 h 24 min 38 s   |